# Pășunea cu Corynephorus de la Voievozi
Pășunea cu Corynephorus de la Voievozi este o arie protejată de interes național ce corespunde categoriei a IV-a IUCN (rezervație naturală de tip botanic), situată în județul Bihor, pe teritoriul administrativ al comunei Șimian, satul Voivozi.

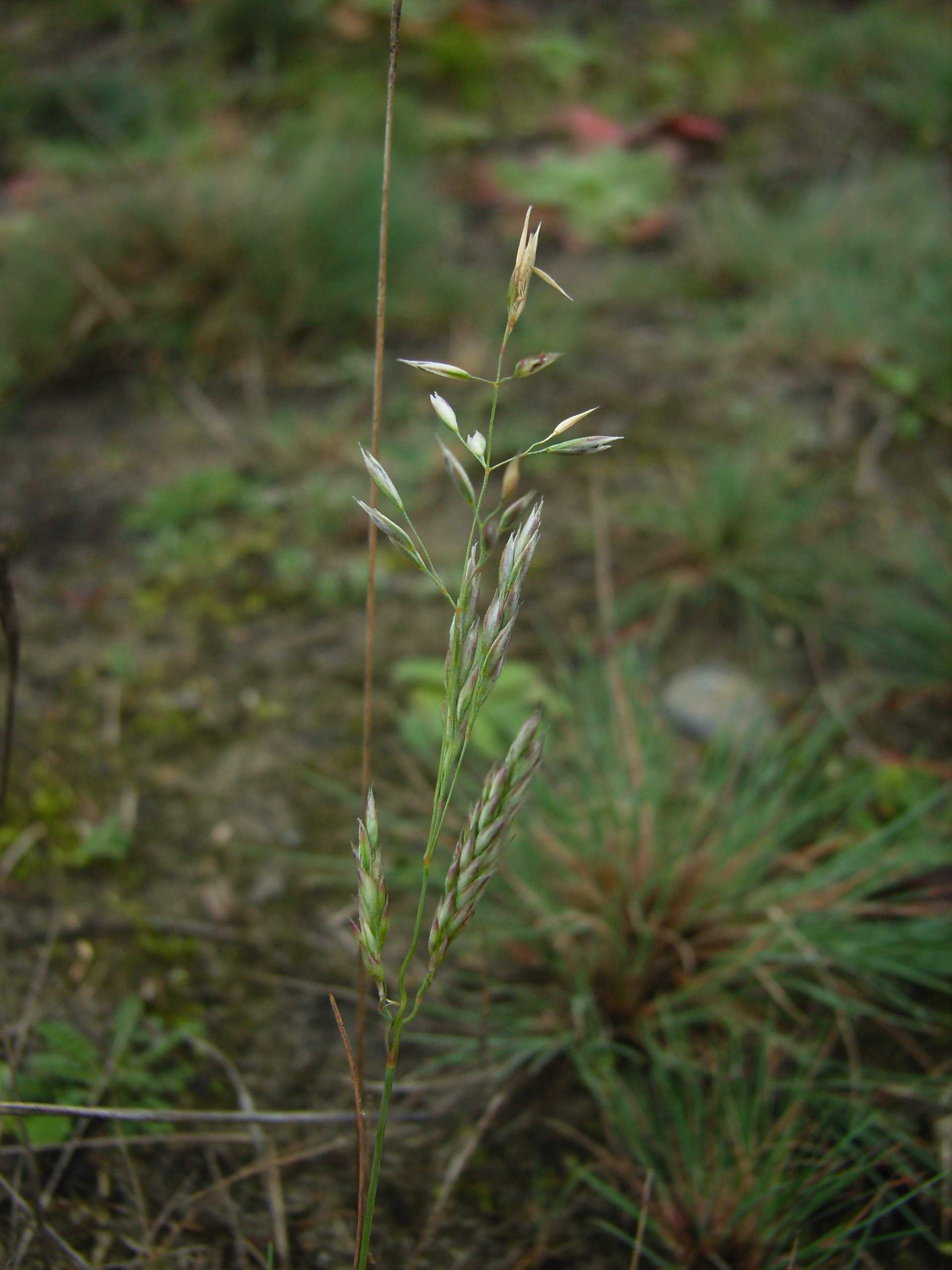
Corynephorus canescens

Rezervația naturală aflată în partea nordică a județului Bihor, are o suprafață de 5 ha, și reprezintă o arie (pășune) acoperită cu vegetație, unde este întâlnită o specie de iarbă mediteraneană Corynephorus canescens, cunoscută și sub denumirea de iarbă de argint, plantă care se dezvoltă și se adaptează în condiții extreme (teren arid, secetă, căldură, etc).